# СПАД SA.1
СПАД SA.1 (фр. SPAD SA.1) је француски ловачки авион који је производила фирма СПАД (фр. Société de Production des Aéroplanes Deperdussin - SPAD). Први лет авиона је извршен 1915. године. 

Највећа брзина у хоризонталном лету је износила 135 km/h. Размах крила је био 9,55 метара а дужина 7,29 метара. Маса празног авиона је износила 421 килограма а нормална полетна маса 708 килограма.

## Наоружање
| Наоружање авиона: СПАД         |        |
| Ватрено (стрељачко) наоружање  |        |
| Топ                            |        |
| Митраљез                       |        |
| Број и ознака митраљеза        | 1 Луис |
| Калибар                        | 7,7    |
| Бомбардерско наоружање (бомбе) |        |
| Ракетно наоружање (ракете)     |        |